# Michelle Ramaglia
Michelle Ramaglia, született Claudia Michelle Ramaglia Zavala  (Mexikóváros, Mexikó, 1978. május 18. –) mexikói színésznő.

## Élete és pályafutása
Claudia Michelle Ramaglia Zavala néven született Mexikóvárosban. 
Karrierjét 2000-ben kezdte a Mi destino eres tú című telenovellában. 2007-ben Linát alakította a Pokolba a szépfiúkkal! című sorozatban, majd szerepet kapott a Vad szív és az Időtlen szerelem című sorozatokban. 2011-ben megkapta Consuelo szerepét a Megkövült szívekben.

## Filmográfia

### Televízió
- María (2015–2016) .... Crispina Jaramillo "Cris" (Magyar hang: Bogdányi Titanilla)
- La Malquerida (2014) .... Nuria Vásquez
- Maricruz (Corazón indomable) (2013) .... Aracely (Magyar hang: Bogdányi Titanilla)
- Megkövült szívek (La que no podía amar) (2011–2012) .... Consuelo Herrera (Magyar hang: Sallai Nóra)
- Rafaela doktornő (Rafaela) (2011) .... Felipa
- Időtlen szerelem (Cuando me enamoro) (2010–2011) .... Priscila
- Vad szív (Corazón salvaje) (2009–2010) .... Lulú
- Pokolba a szépfiúkkal! (Al diablo con los guapos) (2007–2008) .... Adelina "Lina"
- Código postal (2006–2007) .... Daniela Gutiérrez Santos
- Mujer, casos de la vida real (2003–2005)
- Mujer de madera (2004–2005) .... Vicky Galván "Perla"
- Amarte es mi pecado (2004) .... Azafata
- Velo de novia (2003) .... Enfermera
- Mi destino eres tú (2000)